# Видукинд (Саксония)
Видукинд (на немски: Widukindm, Wittekind) е херцог на Саксония в днешна Северозападна Германия от 755 до 7 януари 810 г.

## Живот
От 777 до 785 г. той ръководи като dux Saxonum в Саксонските войни съпротивата срещу Карл Велики. Саксите са победени от франките, Саксония става част от Каролингската империя и след това християнизирана. Видукинд е кръстен през 785 г. в резиденцията на Каролингите Кьонигспфалц Атини. Негов кръстник е Карл Велики.
Видукинд се чества в католическата църква като Светия.
- Паметник на Видукинд в Ниенбург